# Okręg wyborczy County Louth
Okręg wyborczy County Louth powstał w 1801 r. i wysyłał do brytyjskiej Izby Gmin dwóch deputowanych. Okręg został zlikwidowany w 1885 r., ale przywrócono go ponownie w 1918 r., jako okręg jednomandatowy. Obejmował on irlandzkie hrabstwo Louth, bez miast Drogheda i Dundalk. Został zlikwidowany w 1922 r.

## Deputowani do brytyjskiej Izby Gmin z okręgu County Louth

### Deputowani w latach 1801–1885
- 1801–1822: John Foster
- 1801–1806: William Charles Fortescue
- 1806–1807: Robert Jocelyn, wicehrabia Jocelyn
- 1807–1810: John Jocelyn
- 1810–1820: Robert Jocelyn, wicehrabia Jocelyn
- 1820–1826: John Jocelyn
- 1822–1824: Thomas Skeffington
- 1824–1830: John Leslie Foster, torysi
- 1826–1831: Alexander Dawson
- 1830–1831: John McClintock
- 1831–1832: Richard Lalor Sheil
- 1831–1832: Patrick Bellew, wigowie
- 1832–1834: Thomas FitzGerald
- 1832–1852: Richard Bellew
- 1834–1837: Patrick Bellew, wigowie
- 1837–1840: Henry Chester
- 1840–1841: Thomas Fortescue
- 1841–1847: Thomas Vesey Dawson
- 1847–1874: Chichester Fortescue, Partia Liberalna
- 1852–1857: Tristram Kennedy
- 1857–1859: John McClintock, Partia Konserwatywna
- 1859–1865: Richard Bellew
- 1865–1868: Tristram Kennedy
- 1868–1874: Matthew O’Reilly Dease
- 1874–1880: Alexander Martin Sullivan
- 1874–1874: Philip Callan
- 1874–1880: George Harley Kirk
- 1880–1885: Philip Callan
- 1880–1885: Henry Bellingham

### Deputowani w latach 1918–1922
- 1918–1922: John J. O’Kelly, Sinn Féin